# Plata (II)
La plata (II) o AgII es un estado de oxidación poco común en el que se encuentra la plata en algunos compuestos. Debido a la acidez y capacidad oxidante que presentaría el catión Ag2+, no es posible encontrarlo libre en solución ni siquiera en medios altamente ácidos.

## Compuestos
Algunos de los compuestos en los que se encuentra son:
- AgO óxido de plata(II)
- AgF2 fluoruro de plata(II)
- [Ag(pir)4]S2O8 peroxidisulfato de tetraquis(piridina)plata(II)
- BaAgF4[2] tetrafluoroargentato(II) de bario